# 理查森海崖
理查森海崖（英語：Richardson Bluff），是南極洲的海崖，位於維多利亞地的彭內爾海岸，處於基爾克比冰川東岸，屬於阿納雷山脈的一部分，由澳大利亞探險隊命名，現時由南極條約體系管理。